# Dhamir
Dhamir (nep. घमीर) – gaun wikas samiti w zachodniej części Nepalu w strefie Lumbini w dystrykcie Gulmi. Według nepalskiego spisu powszechnego z 2001 roku liczył on 676 gospodarstw domowych i 3401 mieszkańców (1860 kobiet i 1541 mężczyzn).